# بقيعاء الجنوبية
بقيعاء الجنوبية مركز في منطقة القصيم في السعودية، وهو مركز فئة (ب) ويتبع إداريًا محافظة ضرية.

## التاريخ
تقع بقيعاء الجنوبية على الطريق الرابط بين القصيم ومكة المكرمة طريق الحجاز، وقامت بالعهد السعودي واستوطن بقيعاء الجنوبية البدارين من بني عمرو من قبيلة حرب وانشئو بها البيوت واستقرو بها، ويوجد فيها بعض الخدمات الحكومية وهي قرية عامر بالسكان والمساكن. وبها بعض الأودية والشعاب ومراعي الماشية.

## الموقع الجغرافي
تقع جنوب منطقة القصيم، وتبعد عن مدينة بريدة وتبعد عن محافظة الرس بقرابة 128 كم، وتبعد عن مدينة الشبيكية حوالي 40 كم.

## السكان
يبلغ عدد سكان بقيعاء الجنوبية 2000 نسمة وسكانها هم البدارين من بني عمرو من قبيلة حرب.

## رئيس المركز
رئيس مركز بقيعاء الجنوبية هو نايف بن متعب بن ذعار البدراني الحربي.

## المناخ
المناخ قاري صحراوي، حار جاف صيفًا بارد مُمطر شتاء، وتبلغ درجة الحرارة صيفًا 45°م، وفي الشتاء تصل 3- مادون الصفر ومتوسط سقوط المطر 145 ملم.